# Omeisaurus

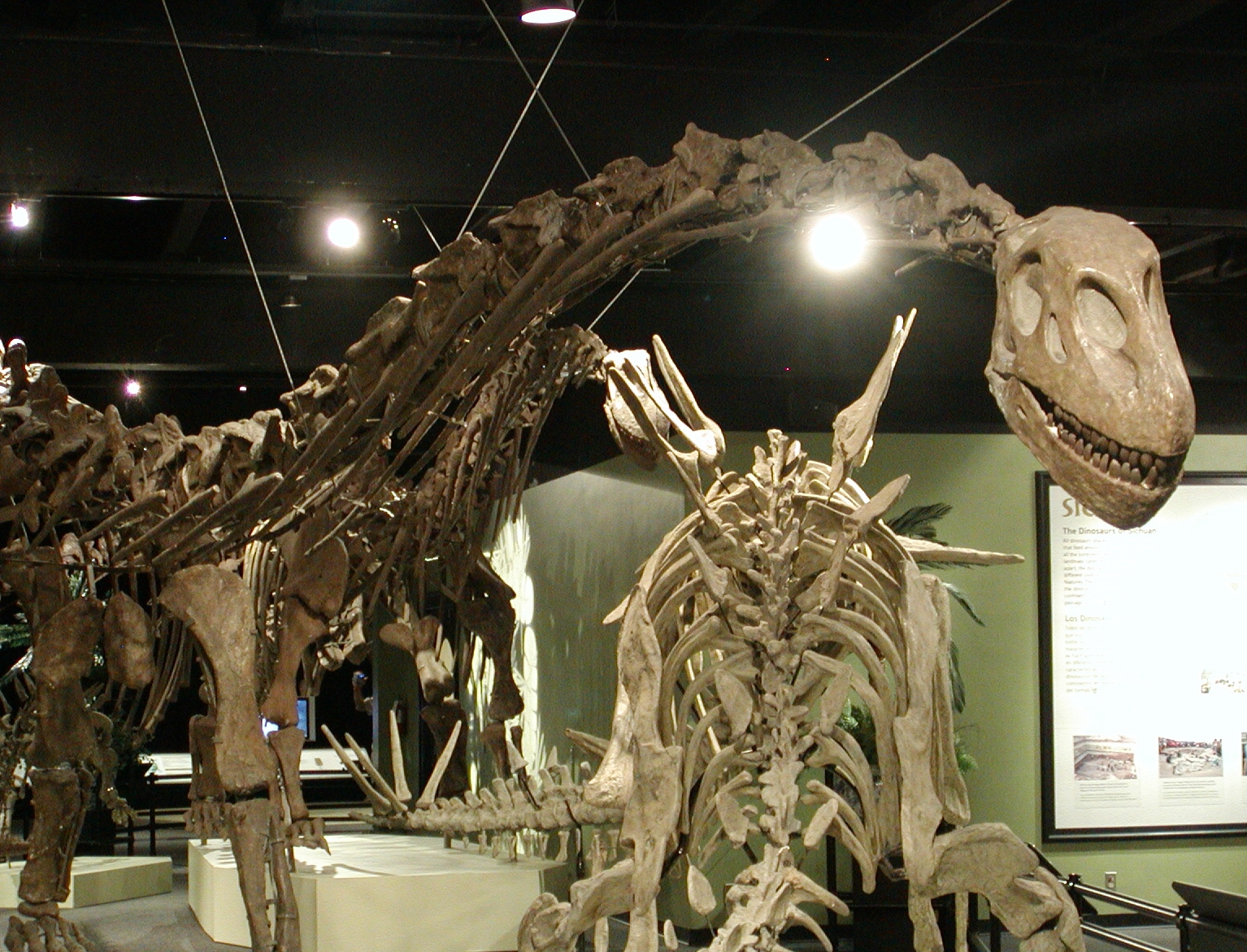
Omeisaurus-Skelettabguss im Miami Museum of Science.

Omeisaurus ist eine Gattung von Dinosauriern aus der Gruppe der Sauropoden, deren Fossilien aus dem Mitteljura von China stammen. Bezeichnend für diesen Sauropoden war ein im Verhältnis extrem langer Hals, der zu den längsten aller Sauropoden gehörte. Das Skelett dieser Gattung ist dank zahlreicher Funde nahezu vollständig bekannt, womit sie zu den am besten überlieferten Sauropoden zählt – eine vollständige Beschreibung des Skeletts steht jedoch noch aus. Neben der Typusart Omeisaurus junghsiensis sind sechs weitere Arten beschrieben worden, von denen derzeit jedoch nur drei anerkannt werden.
Der Name Omeisaurus (chin. Omei oder Emei, gr. saurus – „Echse“) weist auf den Emei Shan, einer der vier heiligen buddhistischen Berge in China, der sich etwa 100 Kilometer westlich der Fundstelle des ersten Skeletts erhebt.

## Merkmale
Omeisaurus war ein mittelgroßer bis großer Sauropode. Die Typusart, Omeisaurus junghsiensis, erreichte Körperlängen von etwa 10 bis 15 Meter; die Art Omeisaurus tianfuensis wurde größer und maß zwischen 16 und 20 Meter. Gewichtsschätzungen von Omeisaurus tianfuensis variieren je nach Studie zwischen 9,8 und 11,8 Tonnen.
Der Bauplan dieses Sauropoden zeichnete sich durch einen relativ kurzen Rumpf und kurze Beine sowie durch einen im Verhältnis extrem langen Hals aus, der bei Omeisaurus junghsiensis eine Länge von etwa 8,5 Meter maß. Damit gehörte der Hals zu den proportional längsten aller Sauropoden. Die Halswirbelsäule bestand aus 16 bis 17 Halswirbeln, wobei die einzelnen Halswirbel stark verlängert waren – die mittleren Halswirbel waren fast fünf Mal so lang wie tief. Die Rückenwirbelsäule bestand aus 12 Rückenwirbeln, das Kreuzbein aus 4 miteinander verschmolzenen Kreuzbeinwirbeln; die Schwanzwirbelsäule dagegen ist nicht vollständig bekannt. Anders als bei Mamenchisaurus waren sämtliche Dornfortsätze ungegabelt, die Dornfortsätze der Halswirbel waren sehr niedrig. Ab dem 16. oder 17. Schwanzwirbel finden sich gegabelte Chevron-Knochen. Unklar ist, ob Omeisaurus eine keulenartige Verknöcherung am Ende des Schwanzes trug, wie sie von dem zeitgenössischen Shunosaurus bekannt ist: Zwar wurden derartige Schwanzkeulen Omeisaurus zugeschrieben, diese fanden sich jedoch nicht in direkter Verbindung mit den Skeletten.
Der Schädel ähnelt dem von Shunosaurus, ist jedoch kürzer und höher. Die Kiefer trugen auf jeder Seite 4 Zähne im Zwischenkieferbein, 11 Zähne im Oberkiefer sowie 13 bis 15 Zähne im Unterkiefer. Die spatelförmigen Zähne waren im Verhältnis deutlich größer als die von Shunosaurus.

## Systematik und Arten
Omeisaurus gilt als ein ursprünglicher Vertreter der Eusauropoda, die genauen Verwandtschaftsbeziehungen dieser Gattung sind jedoch umstritten. Viele Forscher vermuten eine nähere Verwandtschaft mit dem ebenfalls sehr langhalsigen Mamenchisaurus und fassen beide Gattungen in einer Mamenchisauridae genannten Gruppe zusammen; gelegentlich wird diese Gruppierung auch als Omeisauridae oder Euhelopodidae bezeichnet. Andere Forscher vermuten dagegen, dass sich Omeisaurus und Mamenchisaurus unabhängig voneinander von der Stammlinie der fortgeschritteneren Sauropoden (der Neosauropoda) abspalteten.
Obwohl bisher etwa sieben verschiedene Arten beschrieben wurden, sind nur zwei durch vollständige Funde bekannt und allgemein als gültig anerkannt – die Typusart Omeisaurus junghsiensis sowie die größere Art Omeisaurus tianfuensis. Zwei weitere Arten, Omeisaurus maoianus und Omeisaurus jiaoi, wurden erst 2001 bzw. 2011 wissenschaftlich beschrieben, beide Arten basieren auf fast vollständigen Skeletten. Drei andere Arten, Omeisaurus changshouensis, Omeisaurus luoquanensis und Omeisaurus fuxiensis, sind dagegen nur durch fragmentarische Überreste bekannt und vermutlich ungültig. Omeisaurus fuxiensis wird gelegentlich als eigenständige Gattung betrachtet – Zigongosaurus – oder als eine Art von Mamenchisaurus klassifiziert. 2020 beschrieb eine chinesische Forschergruppe Omeisaurus puxiani, von dem Wirbelknochen und Extremitäten gefunden wurden.

## Forschungsgeschichte
Das erste Skelett wurde 1936 im Kreis Rong in Zigong entdeckt und im Sommer jenes Jahres von den Paläontologen Yang Zhongjian (auch bekannt als C. C. Young) und Charles Camp geborgen. Die teilweise noch von Gestein umschlossenen Fossilien wogen insgesamt 2,3 Tonnen und mussten in 24 Boxen von Kulis zur nächstgelegenen, etwa 200 Li (ca. 100 km) entfernten Straße transportiert werden. Anschließend wurden die Fossilien im Cenozoic Research Laboratory in Peking präpariert und 1939 von Yang Zhongjian als neue Art und Gattung, Omeisaurus junghsiensis, wissenschaftlich beschrieben.
Seitdem wurden weitere Skelette und Arten beschrieben. Die zweite heute sehr gut bekannte Art, Omeisaurus tianfuensis, wurde 1984 von Forschern um He Xinlu anhand eines unvollständigen Skeletts beschrieben, das bei Dashanpu bei Zigong entdeckt wurde, etwa 40 Kilometer östlich der Omeisaurus junghsiensis-Fundstelle. Diese Forscher erwähnten etwa 10 weitere Skelette, die vermutlich ebenfalls dieser Art zuzuschreiben sind. He Xinlu (1988) stellte sich Omeisaurus als ein eher langsames Tier vor, das vielleicht aquatisch lebte. Eine Massenansammlung von Omeisaurus-Fossilien auf engstem Raum sah dieser Forscher außerdem als Hinweis auf ein mögliches Herdenleben.
In der jüngeren Vergangenheit wurden die Arten Omeisaurus maoianus und Omeisaurus jiaoi beschrieben. Erstere basiert auf einem im Kreis Jingyan in Leshan entdeckten Skelett, während die zweite durch ein in Zigong entdecktes Skelett bekannt ist. 2020 wurde die Art Omeisaurus puxiani beschrieben, deren Fossilmaterial im chinesischen Yunyang gefunden wurde.